# هانس إريك أوديغارد
هانس إريك أوديغارد (بالبوكمول: Hans Erik Ødegaard) هو لاعب كرة قدم نرويجي في مركز الوسط، ولد في 20 يناير 1974 في درامن في النرويج. لعب مع نادي ساندفيورد ونادي سترومسغودست لكرة القدم ونادي سترومسغودست.